# Cyornis ruckii
Cyornis ruckii là một loài chim trong họ Muscicapidae.